# Tom Bresnahan (Schauspieler)
Tom Bresnahan (* 3. Oktober 1965 in New York City, New York) ist ein US-amerikanisch-irischer Schauspieler und Filmproduzent.

## Leben
Der in New York City geborene Tom Bresnahan ist der Großneffe des Baseballspielers Roger Bresnahan (1879–1944). Er lernte Schauspiel an der Stella Adler Studio of Acting. Mitte der 1980er Jahre begann er erstmals kleinere Rollen in Spielfilmen und Fernsehserien zu übernehmen. In dem Horrorfilm Das Gehirn von 1988 hatte er eine der Hauptrollen inne. 1990 war er in insgesamt sechs Episoden der Fernsehserie H.E.L.P. – Das Rettungsteam im Einsatz in der Rolle des Jimmy Ryan zu sehen. 1992 mimte er in der Fernsehserie The Round Table in insgesamt sieben Episoden die Rolle des Mitchell Clark. 1996 in Total Force und ein Jahr später in der Fortsetzung Total Force verkörperte er die Rolle des Spike und war außerdem für die Filmproduktion zuständig. In den nächsten Jahren folgten weitere Episodenrollen in Fernsehserien oder Nebenrollen in Spielfilmen. Letztmals wirkte er 2010 in Charlotta-TS als Schauspieler mit.
Bresnahan ist verheiratet und seit 2006 Vater einer Tochter.

## Filmografie

### Schauspieler
- 1986: Class of Nuke 'Em High
- 1986: Familienbande (Family Ties) (Fernsehserie, Episode 5x09)
- 1986: Unglaubliche Geschichten (Amazing Stories) (Fernsehserie, Episode 2x08)
- 1987: Fame – Der Weg zum Ruhm (Fame) (Fernsehserie, Episode 6x19)
- 1987: Casanova Junior
- 1987: 21 Jump Street – Tatort Klassenzimmer (21 Jump Street) (Fernsehserie, Episode 2x09)
- 1987–1988: Disney-Land (Disneyland) (Fernsehserie, 3 Episoden)
- 1988: Twice Dead – Weder tot noch lebendig (Twice Dead)
- 1988: Das Gehirn (The Brain)
- 1989: Die Schöne und das Biest (Beauty and the Beast) (Fernsehserie, Episode 2x19)
- 1989: Prime Suspect
- 1990: H.E.L.P. – Das Rettungsteam im Einsatz (H.E.L.P.) (Fernsehserie, 6 Episoden)
- 1990: Mirror Mirror
- 1990: Ski School
- 1991: American Steel
- 1992: The Round Table (Fernsehserie, 7 Episoden)
- 1994: Robins Club (Fernsehserie, Episode 1x07)
- 1994: The Upstairs Neighbour
- 1994: A Test of Will (Kurzfilm)
- 1995: Angriff aus dem Dunkeln (Toughguy)
- 1995: Countdown des Schreckens (OP Center) (Mini-Fernsehserie)
- 1995: The Watcher – Das Auge von Vegas (The Watcher) (Fernsehserie, Episode 1x07)
- 1995: Ans Messer geliefert (Headless Body in Topless Bar)
- 1996: Land’s End – Ein heißes Team für Mexiko (Land’s End) (Fernsehserie, Episode 1x19)
- 1996: Pier 66 (Fernsehfilm)
- 1996: Total Force
- 1996: Der süße Kuß des Todes (A Kiss So Deadly) (Fernsehfilm)
- 1997: Total Force 2
- 1997–1998: Palm Beach-Duo (Silk Stalkings) (Fernsehserie, 3 Episoden)
- 1998: Mixed Blessings
- 2001: Baywatch – Die Rettungsschwimmer von Malibu (Baywatch Hawai'i) (Fernsehserie, Episode 11x12)
- 2001: The Huntress (Fernsehserie, Episode 1x24)
- 2001: Crossing Jordan – Pathologin mit Profil (Crossing Jordan) (Fernsehserie, Episode 1x05)
- 2002: JAG – Im Auftrag der Ehre (JAG) (Fernsehserie, Episode 8x09)
- 2003: They Call Him Sasquatch
- 2004: How Did It Feel?
- 2004: CSI: NY (Fernsehserie, Episode 1x08)
- 2005: Over There – Kommando Irak (Over There) (Fernsehserie, Episode 1x07)
- 2006: Freddie (Fernsehserie, 2 Episoden)
- 2006: Mystery Woman (Fernsehserie, Episode 2x03)
- 2006: Justice – Nicht schuldig (Justice) (Fernsehserie, Episode 1x05)
- 2007: Crossing Jordan – Pathologin mit Profil (Crossing Jordan) (Fernsehserie, Episode 6x06)
- 2007: Operation: Kingdom (The Kingdom)
- 2007: All I want for Christmas (Fernsehfilm)
- 2008: Private Practice (Fernsehserie, Episode 2x07)
- 2010: Charlotta-TS

### Filmproduzent
- 1995: Ans Messer geliefert (Headless Body in Topless Bar)
- 1996: Total Force
- 1997: Total Force 2
- 2003: They Call Him Sasquatch